# Takayuki Suzuki (fotbollsspelare född 1973)
Takayuki Suzuki (鈴木 敬之 Suzuki Takayuki?), född 4 oktober 1973 i Chiba prefektur, är en japansk före detta fotbollsspelare.
Suzuki började sin karriär 1996 i Tokyo Gas (FC Tokyo). Han avslutade karriären 2000.